# Christoph Ernst Luthardt

Christoph Ernst Luthardt

Christoph Ernst Luthardt (* 22. März 1823 in Maroldsweisach, Unterfranken, Bayern; † 21. September 1902 in Leipzig) war ein deutscher lutherischer Theologe.

## Leben
Luthardt war Sohn eines königlich-bayerischen Zolleinnehmers in Maroldsweisach. Der Versetzung des Vaters nach Nürnberg im Jahr 1834 folgte die Aufnahme in das dortige Gymnasium. 1841 begann Luthardt mit dem Studium an der Universität Erlangen, das er wenig später in Berlin fortsetzte. Während seines Studiums trat er zum Sommersemester 1841 der christlichen Studentenverbindung Uttenruthia Erlangen (später im Schwarzburgbund) bei. Die Ordination war am 1. Advent 1846 und in der Folge die Berufung an das Gymnasium in Nürnberg als Religionslehrer sowie um 1850 nach München als Gymnasialprofessor. 1852 erhielt er das Lizenziat und die Habilitation.
Luthardt lehrte ab 1854 als außerordentlicher Professor für Dogmatik und Exegese in Marburg, von 1856 bis zu seiner Emeritierung 1896 als ordentlicher Professor für Systematische Theologie in Leipzig. Ab 1875 war er Domherr des Hochstiftes Meißen. Einer seiner Schüler war Ernst von Dobschütz (1870–1934), später Professor in Halle (Saale).
Er wurde Ehrenmitglied der Leipziger Universitäts-Sängerschaft zu St. Pauli. Als er 1880/81 das Rektorat innehatte, tat er sich als bedeutender Förderer des Vereins Deutscher Studenten Leipzig hervor und wurde auch dessen Ehrenmitglied.
Luthardt war ein Vertreter des strengen Luthertums und Mitglied der neulutherischen Erweckungsbewegung. In den theologischen Auseinandersetzungen des 19. Jahrhunderts war er einer der Wortführer. Im Jahr 1868 war er maßgeblich involviert in die Gründung der Allgemeinen evangelisch-lutherischen Konferenz, aus der sich 1947 der Lutherische Weltbund, eine freie Vereinigung aller lutherischen Weltkirchen, entwickelte. Er war Gründer und von 1868 bis 1880 Herausgeber der Allgemeinen lutherischen Kirchenzeitung, außerdem gab er von 1880 bis 1900 das Theologische Literaturblatt heraus.
Wie viele Professoren Leipzigs wurde Luthardt auf dem Neuen Johannisfriedhof begraben.

## Familie
1850 heiratete Luthardt seine Cousine Maria Preger (1829–67). Mit ihr hatte er zwei Söhne und vier Töchter. Nach ihrem Tod heiratete er 1869 Fanny Felix (1841–94). Die Ehe blieb kinderlos.

## Werke
- Der Entwicklungsgang der religiösen Malerei. Leipzig 1863. (Digitalisat in der Digitalen Bibliothek Mecklenburg-Vorpommern)
- Ueber die Darstellung des Schmerzes in der bildenden Kunst. Leipzig 1864. (Digitalisat in der Digitalen Bibliothek Mecklenburg-Vorpommern)
- Apologie des Christentums. 4 Bände, 1864–1880
- Die modernen Weltanschauungen und ihre praktischen Konsequenzen. Vorträge über Fragen der Gegenwart aus Kirche, Schule, Staat und Gesellschaft, Verlag Dörfling und Franke, Leipzig 1880
- Kompendium der Dogmatik. 1865, 10. Auflage 1900
- Apologetische Vorträge. Verlag Dörfling und Franke, Leipzig 1880.
- Geschichte der christlichen Ethik. 2 Bände, 1888–1893 (Digitalisat)
- Erinnerungen aus vergangenen Tagen. 1889, 2. Auflage 1891
- Die christliche Glaubenslehre. 1898